# بضع اللب
بضع اللب (بالإنجليزية: pulpotomy)‏ ، أو بتر اللُب هي عملية ازالة جزء من لُب السن، بما في ذلك الجانب المصاب من اللب، بهدف الحفاظ على حيوية الأنسجة اللبية المتبقية داخل السِن.
السن السليم عادةً لديه مساحة بداخله تُسَمّى «مساحة اللب» وهي مليئة بالأنسجة الرخوة - الأعصاب والأوعية الدموية والأنسجة الضامة وردية اللون. إذا حدث في الأسنان تجويف كبير ناتج من تسوس، يمكن للبكتيريا الموجودة داخل هذا التسوس ان تتسب بتلف اللب، والتي تسبب عادةً ألم شديد في الأسنان لدى المصاب.

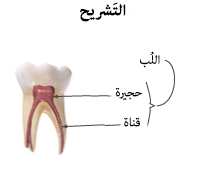
التشريح العام للسن.

الأضرار التي تصيب لب الأسنان الدائمية عادة ما تتطلب معالجة لقناة الجذر أو معالجة لب الأسنان ولب الأسنان هو اللب الوحيد الذي ينجو من العلاج بالبلبتومي حتى يستبدل لاحقاً بالأسنان الدائمية، وذلك لان دعاماته الدموية تكون بشكل أفضل، وتساعد في بعض الأحيان بحفظ اللُب.

## مؤشرات
- في الأسنان اللبنية

الأسنان اللبنية لدى الأطفال تكون فيها مساحات اللب كبيرة نسبيا والتجويف لا يمكنه ان يتوسّع قبل ان يصل إلى «حجرة اللُب»

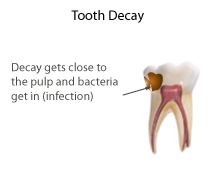
رؤية في الأسنان المصابة.

عندما تُصاب الأنسجة الرخوة في حجرة اللب (بفعل البكتيريا) أو بتأثير (إلتهاب)، فإنه يمكن إزالتها بواسطة طبيب الأسنان المُختص وتحت التخدير الموضعي. إذا كانت الأنسجة الرخوة في القنوات لا تزال سليمة بما فيه الكفاية، يمكن معالجتها باستخدام أدوية خاصة تملأ (الحُجرة) ف للحفاظ على اللب المتبقي (في القنوات) سليماً.
تُسمّى عملية إزالة اللُب من (الحجرة) بـ «بتر اللب الفعلي» (pulpotomy)، غالبا ما تستخدم هذه الكلمة للعملية بأكملها بما في ذلك وضع الدواء داخل الحجرة وليس فقط عملية ازالة اللُب التالف.
بعد عملية اصلاح اللٌب يضع طبيب الأسنان التاج (crown) والذي يكون مصنوع من مادة (الستيل) أو من مواد خاصة أُخرى.
يمكن إجراء عملية إزالة اللُب في الأسنان الدائمية للبالغين فقط.

## الأنواع

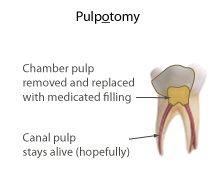
رسم بياني لعملية بتر اللُب.

- بتر اللُب الجزئي «حالات التسوّس»: بعض الحالات في أسنان البالغين، يكون فيها التسوس قد وصل إلى اللٌب ولكن اللُب لا يزال بحالة جيدة جدا.رسم بياني لعملية بتر اللُب. إذا لم ينتهي تكوين الجذور حتى الآن، فإن عملية بتر اللب الجزئي قد تعطي للجذر فرصة لإنهاء التكوين.
- بتر اللُب الجزئي «حالات التعرّض لصدمة»: ويسمى بتر اللب الجزئي في حالة التعرض لصدمة بكفك بلبتومي (بالإنجليزية: Cvek Pulpotomy)‏ عند تعرض أسنان الطفل أو الأسنان الدائمية للشباب - مثل، اصطدام الأسنان بمقود الدراجة (نتيجة حادث) - يمكن أن يتسبب بكسرها، في مثل هذه الحالة يكون اللب مصاباً، وعلاجها يكون ببتر اللب الجزئي الذي يساعد على الحفاظ على ما تبقّى من اللب السليم.

## أدوية البلبتومي
في حالة الأسنان اللبنية يستخدم ال (فورموكريسول)، مجموعة المعدنيات ثلاثية الأوكسيد، أوكسيد الزنك (الأوجينول) وهيدروكسيد الكالسيوم يمكن أن تستخدم في بتر اللب.
وقد جرى التشكيك باستخدام الفورموكريسول بسبب مخاوف سُميّة.
و أيضاً تستخدم كبريتات الحديديك، هيبوكلوريت الصوديوم أو محلول مخدر موضعي يحتوي على عامل مضيق للأوعية الدموية يمكن أن تستخدم لوقف أي نزيف من اللب قبل وضع دواء.

## تقنيات البلبتومي البديلة
- جراحة بتر اللُب الكهربائية: كما هو معروف فإن هذه الطريقة تختلف عن الطريقة الكيميائية. آلية عمل هذه الطريقة يعتمد على كَيّْ نسيج اللب. بواسطة الحرارة، هذه الطريقة يمكن ان تُسبب تشويه اللب وإصابته بالبكتريا.
- بتر اللُب الليزري: هذه التقنية تتغلب على الآثار الناتجة من الجراحة الكهربائية. فهي تخلق منطقة سطحية لنخر التخثر لتبقى الأنسجة الكامنة متوافقة، وتعزل اللب عن الآثار القوية للـ (sub-base)